# おまじない (GReeeeNの曲)
「おまじない」はGReeeeNの楽曲。ZEN MUSICから2020年12月11日に配信限定でリリースされた。

## 曲の詳細
1. おまじない [3:45]
  - 作詞・作曲 : GReeeeN